# 카스텔마우로
카스텔마우로(이탈리아어: Castelmauro)는 이탈리아 몰리세주 캄포바소도의 코무네다. 캄포바소로부터 북쪽 30km 거리에 있다.